# Wissen Sie nicht, wo Herr Kisch ist
Wissen Sie nicht, wo Herr Kisch ist ist ein Dokumentarfilm, der in Co-Produktion des DEFA-Studios für Dokumentarfilme und Krátký Film aus Prag, von Eduard Schreiber 1985 gefertigt wurde.

## Handlung
Ein Mann mit Hut geht durch die Straßen Prags mit seinen vielen Durchhäusern, die er besonders liebt. Allgegenwärtig im Film, mal verschwommen, mal deutlich, symbolisiert der Mann mit dem Hut die Suche nach dem rasenden Reporter Egon Erwin Kisch. Es werden Bilder der Stadt aus der Zeit seiner Kindheit und Jugend gezeigt. Es sind Bilder, die vom Vorkriegs-Prag blieben, in dem Deutsche, Tschechen, Juden noch miteinander leben konnten. Dazu gehören auch solche seines Geburtshauses „Zu den zwei goldenen Bären“ in der Ledergasse, seiner Nachbarn aber auch mit seinen vier Brüdern oder mit seiner Mutter.
Gleich zu Beginn des Weltkrieges geht er als Soldat nach Serbien. Da er Tagebücher führt, weil die Zeitungen die Grauen des Krieges verschweigen, rufen ihm seine Kameraden immer wieder zu: „Schreib das auf, Kisch“. Im letzten Kriegsjahr wechselte der Herr Oberleutnant Egon Erwin Kisch, Redaktionsoffizier im Kriegspressequartier, ständig Namen und Dienstgrad, um unerkannt im illegalen Soldatenrat zu arbeiten. Nach dem Krieg will er in die Welt.
Sein Wohnsitz wird Berlin, aber er schreibt ebenso aus Moskau, New York City, Taschkent oder Shanghai. Er ist immer schwer zu finden, mal ist er in Australien, mal nimmt er an den Kämpfen der Internationalen Brigaden im Spanischen Bürgerkrieg teil und geht dann als Emigrant nach Mexiko. Nach dem Zweiten Weltkrieg nimmt er am Prozess gegen den Statthalter Hitlers in der Tschechoslowakei Karl Hermann Frank teil und berichtet darüber. Die Rückkehr in sein geliebtes Prag sind für ihn Freud und Leid, viele seiner Freunde und Bekannten leben nicht mehr. Auch zwei seiner Brüder wurden von den Nationalsozialisten umgebracht.
Nur wenige Schritte von dem Haus „Zu den zwei goldenen Bären“ wird 1948 die sozialistische Republik ausgerufen. Es ist das Letzte, was Egon Erwin Kisch von dem neuen Anfang noch erleben kann.

## Produktion und Veröffentlichung
Die Uraufführung des auf ORWO-Color gedrehten Films fand anlässlich des 8. Nationalen Festivals des Dokumentar- und Kurzfilmes der DDR am 18. Oktober 1985 in Neubrandenburg statt. Die Berliner Premiere erlebte der Film am 19. November 1985 im Kultur- und Informationszentrum der ČSSR in der Leipziger Straße 60.
Premiere in Prag, Kulturzentrum der DDR, am 11. Dezember 1985.
Im 1. Programm des Fernsehens der DDR wurde der Film am 27. April 1986 zum ersten Mal gesendet.
Krátký Film Praha stellte unter dem Titel Po stopách »zuřivého reportéra« eine von der deutschen Fassung abweichende Kopie mit umfangreicherem und ideologisch wertendem Kommentartext her.
Die Filmmusik spielte das DEFA-Sinfonieorchester unter der Leitung von Manfred Rosenberg ein. Die Dramaturgie lag in den Händen von Evžen Plítek und Richard Ritterbusch. Der Titel im Vorspann wird ohne Fragezeichen geschrieben.
Der Film erschien 2019 zusammen mit sechs weiteren filmischen Arbeiten von Eduard Schreiber in der Edition Eduard Schreiber – Essayfilmer der DEFA bei Absolut Medien auf DVD.

## Kritik
Gisela Harkenthal bezeichnet den Film in der Berliner Zeitung als eigenwillig und experimentell.

## Auszeichnungen
- 1986: Ehrendiplom auf dem 16. Internationalen Kurzfilmfestival in Tampere[6]
- 1986: Heinrich-Greif-Preis für die Regie[7]